# Phrurotimpus umbratilis
Espèce
Synonymes
- Phrurolithus umbratilis Bishop & Crosby, 1926

Phrurotimpus umbratilis est une espèce d'araignées aranéomorphes de la famille des Phrurolithidae.

## Distribution
Cette espèce est endémique des États-Unis. Elle se rencontre en Géorgie, en Floride, en Alabama, au Mississippi, au Tennessee, en Caroline du Sud, en Caroline du Nord, en Virginie et au Maryland.

## Description
Le mâle holotype mesure 2,1 mm et la femelle paratype 2,3 mm.
Le mâle décrit par Platnick en 2019 mesure 1,83 mm et la femelle 2,05 mm.

## Systématique et taxinomie
Cette espèce a été décrite sous le protonyme Phrurolithus umbratilis par Bishop et Crosby en 1926. En 1944, Muma ou Chamberlin et Ivie proposent un placement dans le genre Phrurotimpus qui n'est pas adopté. Elle est placée dans le genre Phrurotimpus par Platnick en 2019.

## Publication originale
- Bishop & Crosby, 1926 : Notes on the spiders of the southeastern United States with descriptions of new species. Journal of the Elisha Mitchell Scientific Society, vol. 41, no 3/4, p. 163-212 (texte intégral).